# Didgeridoo
Een didgeridoo, uitgesproken als didzjeriedoe, is een blaasinstrument, vooral bekend uit Australië waar de Aboriginals in Noord-Australië (Noordelijk Territorium) het instrument reeds duizenden jaren bespelen.

## Oorsprong en gebruik
Het muziekinstrument vindt zijn oorsprong in Noordoost-Arnhemland in Noord-Australië. Voor beweringen dat de didgeridoo al veertigduizend jaar zou bestaan ontbreekt bewijs. De oudste bewijzen over de ouderdom in de vorm van rotstekeningen in de regio Kakadu zijn zo'n duizend tot tweeduizend jaar oud. Op een van deze tekeningen is een didgeridoospeler met twee zangers te zien. Het originele verspreidingsgebied geeft aanleiding om aan te nemen dat de didgeridoo toch zeker tweeduizend jaar oud is.
Traditioneel wordt de didgeridoo gebruikt als instrument voor begeleiding van dansceremonies. Net zoals de Djembé bij de Malinke in West-Afrika (Burkina Faso, Guinee en Mali).
De didgeridoo wordt ook gebruikt in elektronisch versterkte muziek. Bands met die gebruikmaken van het instrument zijn onder andere Yothu Yindi, Jamiroquai, Gjallarhorn, Xavier Rudd en in Nederland Inner Strength, Levellers en Omnia.

## Herkomst van de naam
'Didgeridoo' is, hoewel het woord niet zo klinkt, een westerse naam voor het blaasinstrument. Er zijn twee gangbare theorieën waar de naam van didgeridoo vandaan kan komen. De eerste is dat het een onomatopee is, afgeleid van de klank die bij bepaalde ritmes klinkt, of dat het antwoord was op de vraag "wat speel je", waarop de bespeler niet het instrument noemde, maar het ritme dat hij speelde.
Dymphna Lonergan, promovendus aan de Flinders University stelt dat de naam 'didgeridoo' is afgeleid van de Ierse woorden "dúdaire" of "dúidire" (klinkt als: doedjerrie), met de volgende betekenissen: trompetspeler, iemand die voortdurend een pijp rookt, blazer, persoon met een lange neus, luistervink, nieuwsgierig persoon, zoemer, neuriër of zanger en "dubh" (klinkt als: doew of doe), in de betekenis "zwart" (of "duth", "oorspronkelijke bewoner").
Bij de Aboriginals staat het instrument bekend onder verschillende namen, zoals: mandapul, yiḏaki, ḏhambiḻpiḻ, ḻambiḻpiḻ, ḏhaḏalal, djungirriny' (Yolŋu volk, Noordoost-Arnhemland, Buŋgul-stijl), Mago (West-Arnhemland, Gunborrk-stijl en Wangga-stijl), Yiraga (Groote Eylandt) Kenbi en Marluk (Port Keats, Wangga-stijl).

## Het voorwerp

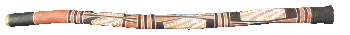
Een traditioneel beschilderde didgeridoo uit Wugularr

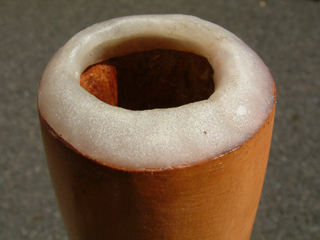
Het mondstuk is met was afgewerkt

Deze holle blaaspijp is een door termieten (Mastothermes Darwiensis) uitgeholde eucalyptusboomstam of -tak, meestal stringybark, yellow box, Darwin wooly butt, bloodwood of ironbark. Ook zijn er instrumenten gevonden van lokaal voorkomende bamboe (Bambusa arnhemica) (Midden-West NT, Darwin, Porkeats) en Pandanus (Midden-west NT tot Portkeats). Oude rotstekeningen uit West-Arnhemland laten ook de ringen zien die kenmerkend zijn voor bamboe maar of dit ook verwijst naar bamboeringen is nog maar de vraag. De drie ringen op bijvoorbeeld instrumenten van de Galpu (onder andere Djalu, Watjuku en Badikupa Gurruwiwi) hebben hier niets mee te maken.
In Europa, waar eucalyptus van oorsprong niet aanwezig is, wordt wel een uitgeholde berenklauw gebruikt om een didgeridoo uit te maken, maar in principe kan iedere holle buis (bijvoorbeeld van bamboe of pvc) van voldoende dikte (ongeveer vier centimeter binnendiameter) en lengte (één tot anderhalve meter) worden gebruikt. Ook van inheems hout worden didgeridoos gemaakt, vaak volgens de "stokbrood"-methode. De stok wordt doormidden gezaagd en vervolgens worden beide helften uitgehold. Ten slotte worden beide delen weer aan elkaar gelijmd. Dit vertoont gelijkenis met de manier waarop de Twentse midwinterhoorn gemaakt wordt.
De didgeridoo is een volksinstrument, traditioneel vaak voorzien van rarrk-motieven (arcering, streepjestechniek) in aarde-/okerkleuren. En ook relatief summiere beschilderingen in een of twee kleurvlakken of met alleen ringen (Djalu-yiḏaki) zijn vrij traditioneel. Voor toeristen zijn de Didgeridoos vaak voorzien van dotpaintings en felle kleuren. De dotpaintingtechniek komt overigens uit een streek in Australië (het centrale woestijngebied) waar traditioneel geen didgeridoo werd gespeeld.
Goede didgeridoos hebben geen speciaal mondstuk nodig, dat wil zeggen dat het hout precies de juiste vorm en diameter heeft. Als dit niet zo is, dan wordt een mondstuk gemaakt van bijenwas dat gevormd kan worden door kneden/verwarmen.
Didgeridoos worden veel als souvenir verkocht maar deze exemplaren zijn in de meeste gevallen niet bespeelbaar.

## De didgeridoo bespelen

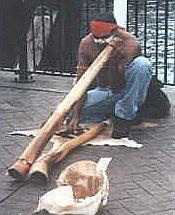
didgeridoospeler

Waar bij een trompet met redelijk strak gespannen lippen wordt gespeeld, worden de lippen bij de didgeridoo veel losser gehouden, waardoor er een continue lage toon geproduceerd wordt bij het blazen. Door de lippen even iets strakker te spannen kan men een trompettoon verkrijgen. Traditioneel wordt die trompettoon in delen van Noordoost-Arnhemland ook gebruikt (onder andere in Yirrkala). In andere gebieden zoals Wugularr, (West-Arnhemland) wordt deze toon bijna nooit gebruikt. Bij het spelen wordt meestal een speciale ademhalingstechniek toegepast (circulaire ademhaling). Door met wangen, tong en kaak lucht naar buiten te persen kan de speler de toon gedurende lange tijd zonder adempauze aanhouden omdat hij bij deze blaastechniek tegelijkertijd door de neus inademt. Tijdens het spelen kunnen ook de stembanden worden benut. De gevorderde spelers gebruiken bijna steeds de stem, hetzij om een voller geluid te krijgen, hetzij om de hogere calls of screams  te maken tijdens het spel.
Binnen sommige stammen (vooral in het zuiden van Australië) is het alleen aan mannen toegestaan om de didgeridoo te bespelen. De vrouwen mogen alleen dansen en zingen. Dit is geen algemene regel maar iets dat per stam verschilt.

## Didgeridoo en New Age
Met name in de New Age-beweging vertolkt hij de brommende oerstem van "Moeder Aarde". Hiermee in verband staat het verhaal dat de aarde een soort basisklank heeft, die op de klank van een didge zou lijken die in de buurt van een C- of een Cisklank zit (waarschijnlijk afgeleid van de sa-grondtoon in Indiase raga's). Veel beginnende didgespelers vinden een C- of Cisdidge de prettigste didge om mee te beginnen.
In de New Age-beweging wordt vaak beweerd dat de Aboriginals de didgeridoo gebruiken om geluiden uit de omgeving en van dieren na te bootsen bij spirituele samenkomsten. Wat er in de besloten samenkomsten zoals initiaties en andere riten werkelijk gebeurt wordt echter niet aan de buitenwereld verteld en is dus niet bekend. Bij corroborees (samenkomsten van Aboriginals om verhalen uit te wisselen of feest te vieren) wordt de didgeridoo gebruikt als ondersteuning van de zang en de clapsticks. Zoals David Blanasi ooit zei: The Didgeridoo makes the singing strong. De didgeridoo wordt traditioneel niet of nauwelijks als solo-instrument gebruikt.

## Varianten
Er worden veel didgeridoos zelfgemaakt, Er zijn mensen die zich hebben gespecialiseerd in het (na)maken er van. De keuze van het hout is belangrijk, omdat niet elke houtsoort hiervoor geschikt is, bijvoorbeeld vanwege het splijten van het hout. De hardheid van het hout heeft invloed op de klankkleur.
- Een variant van de didgeridoo is de didjeribone, die is gemaakt van twee in elkaar geschoven pvc buizen. Hierdoor ontstaat een lichte variant die tijdens het spelen in lengte te verschuiven is en waardoor de toonhoogte is aan te passen. De didjeribone is begin jaren 1980 bedacht door Charlie McMahon.
- Gebaseerd op het principe van de didjeribone zijn ook andere variaties van uitschuifbare didgeridoos gemaakt, soms bijvoorbeeld van metaal en of van hout. Soms worden deze uitschuifbare didgeridoos slideridoos genoemd.[1]
- Graham Wiggins ('Dr. Didg') heeft een verstembare didgeridoo gemaakt met kleppen vergelijkbaar met een saxofoon.
- Onder de naam 'Didge Box' is een didgeridoo gemaakt in een doosvorm om gemakkelijk mee te kunnen nemen.
- Europese verwanten zijn de alpenhoorn (Oostenrijk en Zwitserland), gebruikt om signalen door te geven over grote afstanden, en de Nederlandse midwinterhoorn, die reeds door de druïden werd gehanteerd en in Twente voornamelijk tussen de eerste zondag van de advent periode en Driekoningen te horen is. De didgeridoo wordt overigens niet gebruikt om signalen over grote afstanden door te geven.

## Gezondheid
- Het regelmatig bespelen van de didgeridoo is niet alleen een goede training van de mond, keel en longspieren maar zou ook een goede remedie zijn tegen snurken en slaapapneu.[2] Zo kondigde het Canisius-Wilhelmina Ziekenhuis in Nijmegen in 2009 aan het instrument door zware snurkers te laten bespelen teneinde hun snurkproblemen te verminderen.[3]